# Serpopard

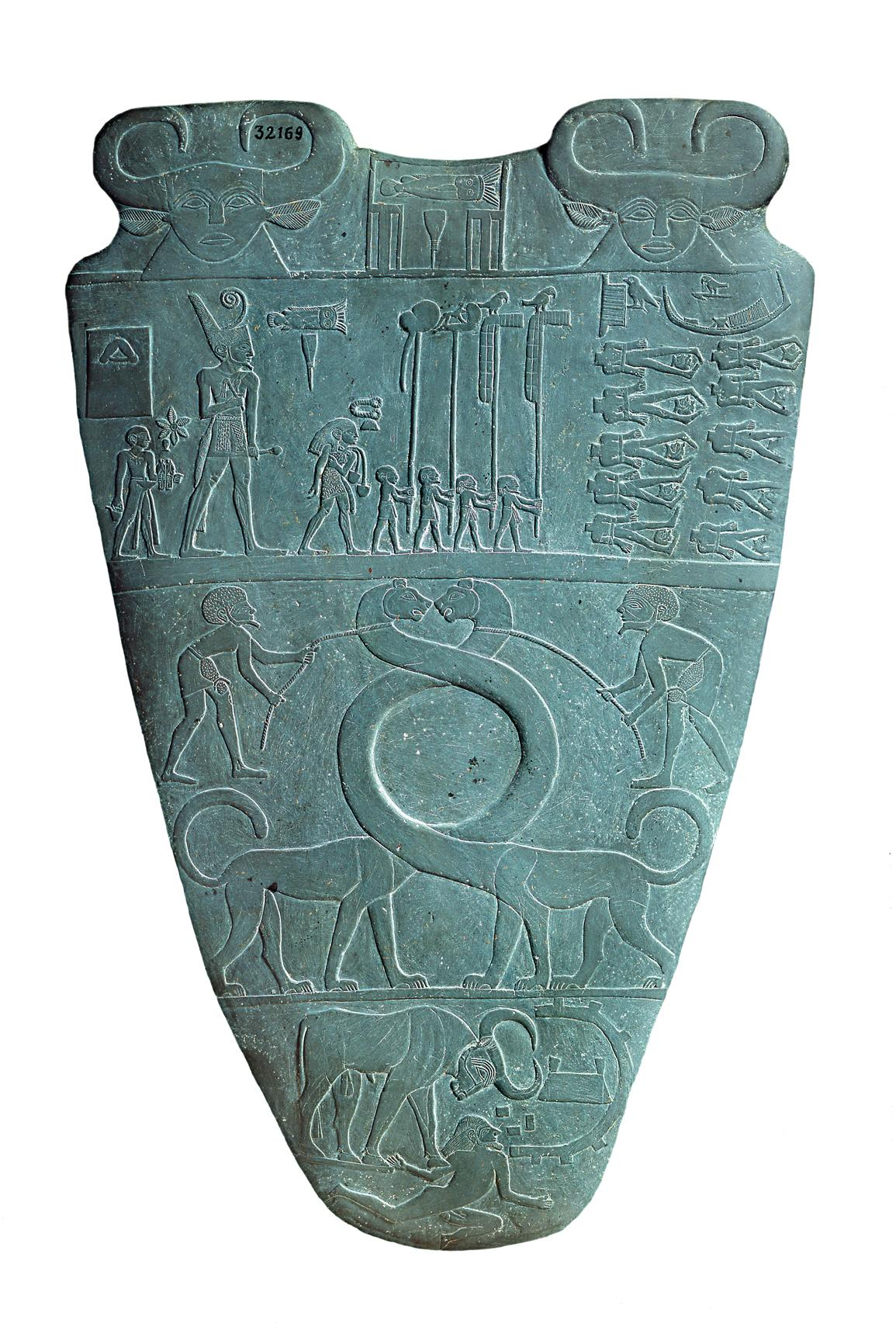
Hai con serpopard quấn cổ nhau trên bảng màu Narmer

Serpopard là một sinh vật huyền thoại xuất hiện trong nghệ thuật Ai Cập cổ đại và Lưỡng Hà. "Serpopard" là một thuật ngữ được đặt bởi các nhà Ai Cập học hiện đại, là sự kết hợp giữa "serpent" (rắn) và "leopard" (báo hoa), bắt nguồn từ hình dáng của sinh vật này.

## Ý nghĩa

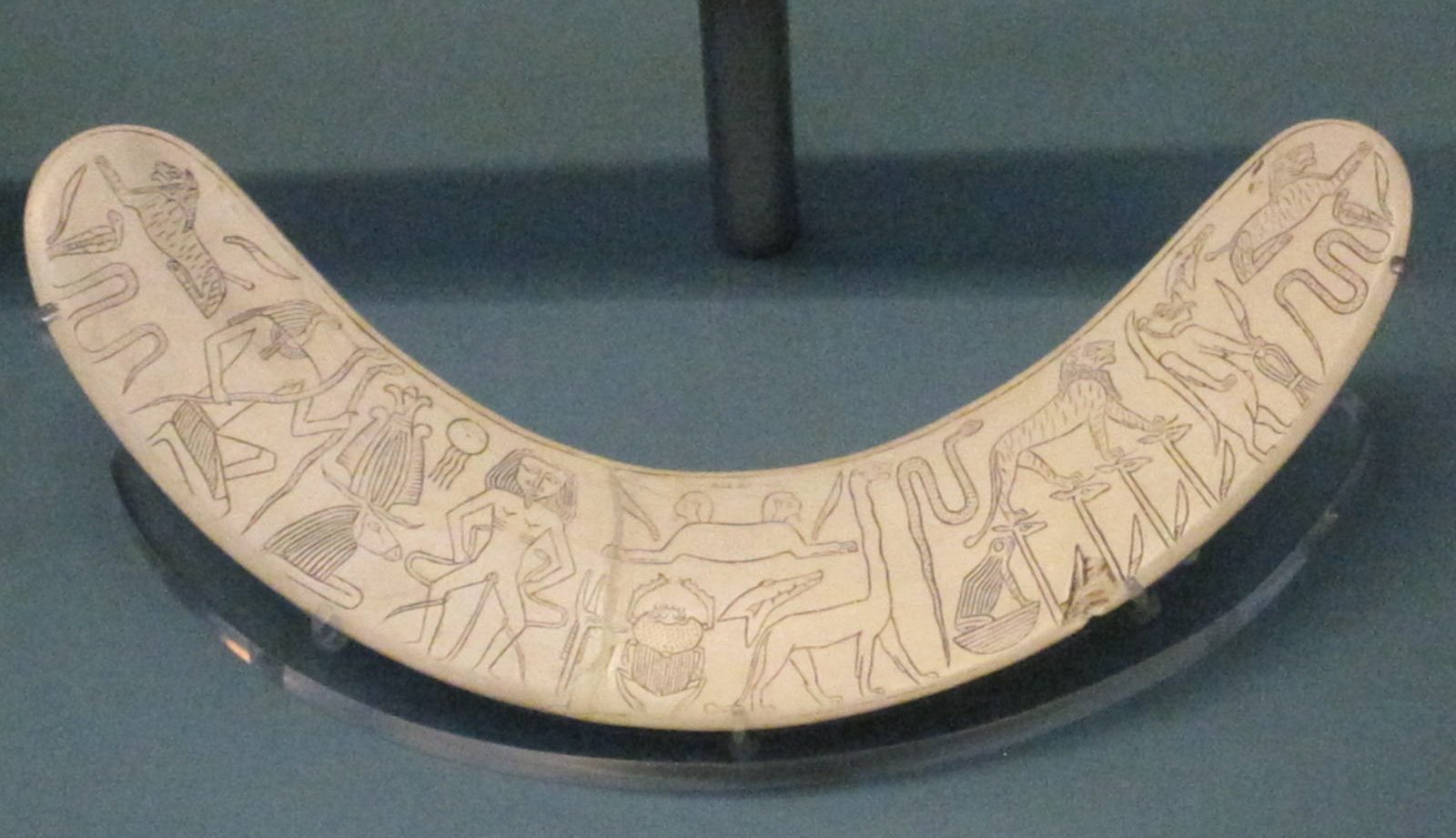
Dao đuổi tà mang hình thần Bes và một con serpopard (Bảo tàng Anh)

## Hình ảnh

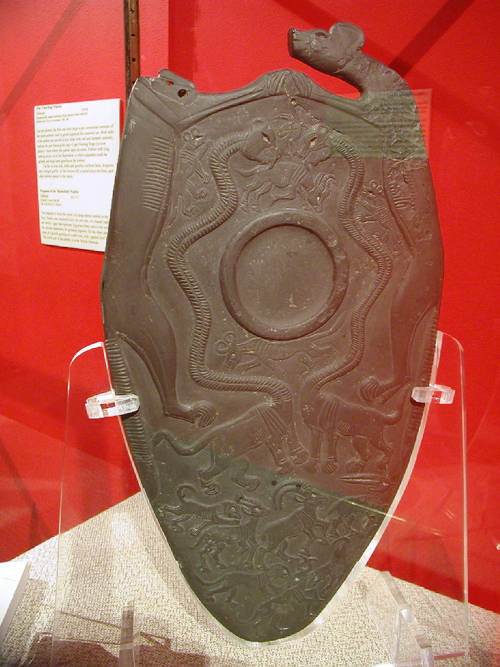
Bảng màu "Hai con chó" từ Hierakonpolis (Bảo tàng Ashmolean)
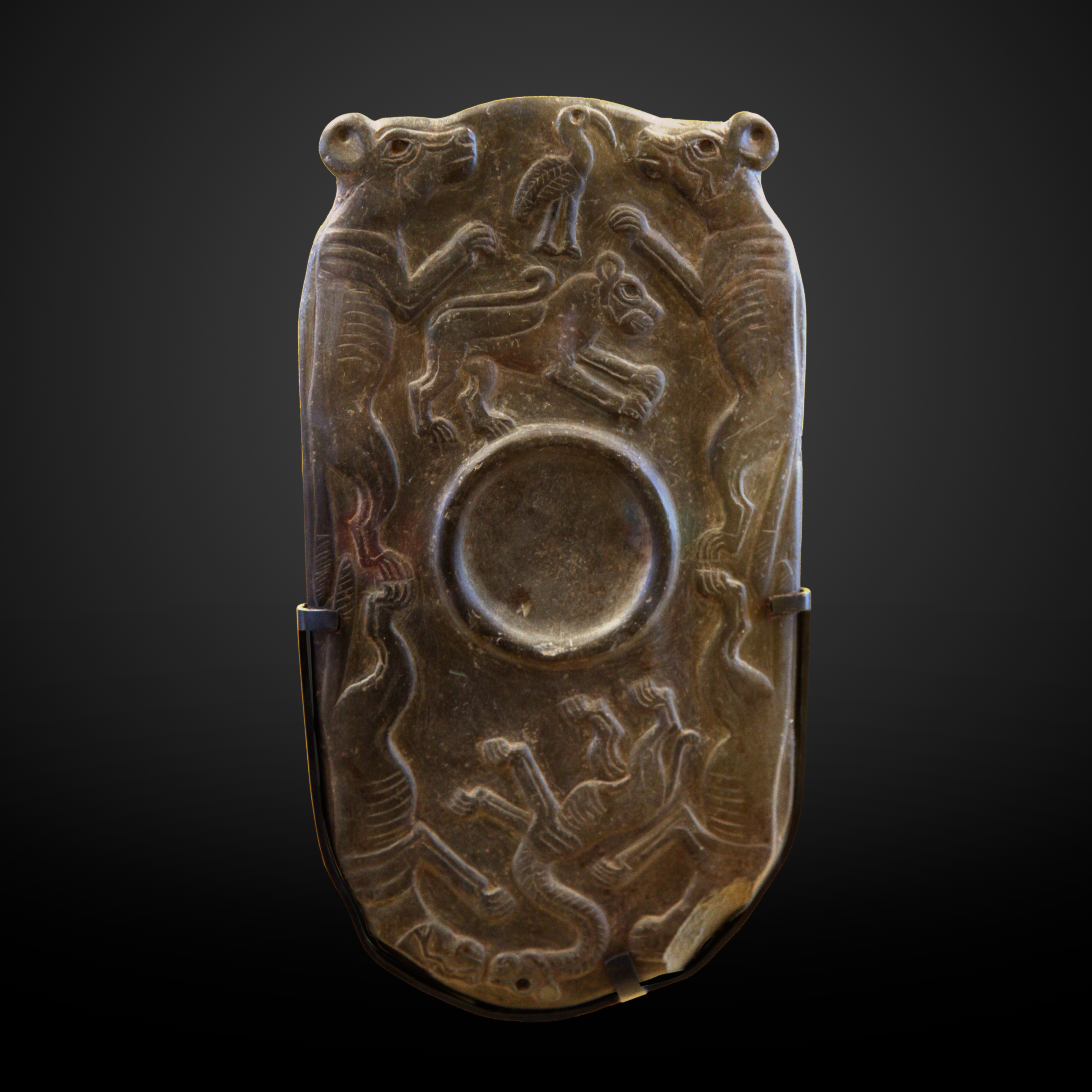
Bảng màu "Bốn con chó", serpopard nằm ở nửa dưới (Viện bảo tàng Louvre)
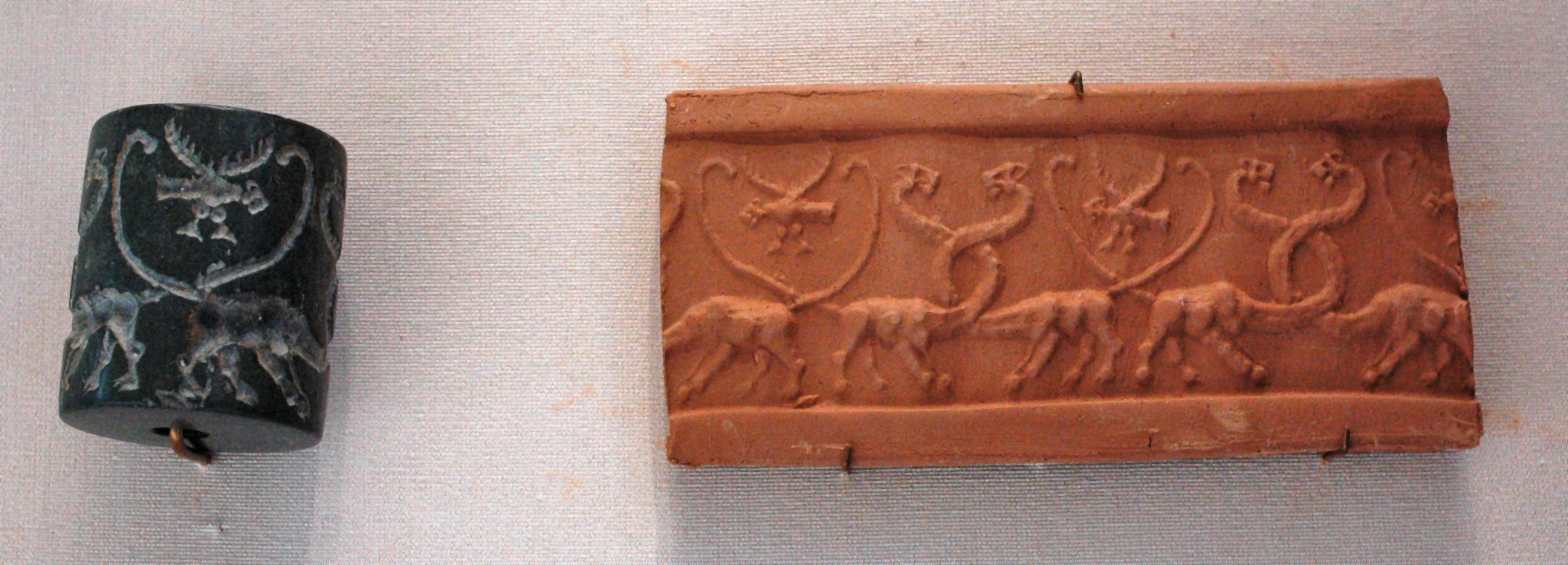
Hai con dấu khắc hình các serpopard ở Lưỡng Hà (Viện bảo tàng Louvre)